# Паста алла грича
Паста алла грича (итал. Pasta alla gricia)  — блюдо итальянской кухни из макаронных изделий, традиционное для региона Лацио и известное также как «белые спагетти аматричана».

## История
Паста алла грича считается старинным блюдом, однако, как это часто бывает в подобных случаях, даже примерное время его появления нигде не задокументировано. По одной из версий, блюдо было названо в честь деревушки Гришано (итал. Grisciano), входящей в настоящее время в состав коммуны Аккумоли, расположенной неподалёку от города Аматриче, в свою очередь, расположенного не так далеко от Рима.
Именно от пасты алла грича берут начало такие популярнейшие блюда римской (и, шире, итальянской) кухни, как аматричана и карбонара. «Дебютировавшая» в  XVIII веке паста аматричана отличается от пасты алла грича добавлением томатов (именно тогда их начали использовать в итальянской кухне), а карбонара (популярная с середины XX века) отличается добавлением яиц.

## Ингредиенты
Для приготовления пасты алла грича  традиционно использовались короткие виды макарон, прежде всего ригатони, однако сегодня нередко употребляются также спагетти (например, букатини). Остальные базовые элементы блюда — итальянский аналог бекона гуанчиале (возможна его замена на панчетту), твердый овечий сыр пекорино Романо (в  некоторых рецептах козий сыр), а также соль и чёрный перец. В некоторых рецептах также рекомендуется добавлять немного свиного топленого сала.

## Приготовление
Спагетти варятся в солёной воде до состояния Al dente. В это время гуанчиале нарезается на полоски (реже — на кубики) и готовится на сковороде с высокими бортиками или в сотейнике до степени легкой обжарки (жир при этом в значительной степени растапливается). Затем в сковороду добавляются приготовленные спагетти и (порциями) небольшое количество воды, в которой они варились. Всё это постоянно перемешивается для создания эмульсии; в процессе готовки добавляют чёрный перец и натертый сыр.
При подаче блюдо дополнительно посыпается чёрным перцем и сыром.